# Baliosus rubiginosus
Baliosus rubiginosus là một loài bọ cánh cứng trong họ Chrysomelidae. Loài này được Guérin-Méneville miêu tả khoa học năm 1844.